# Seule contre les Borgia
Pour plus de détails, voir Fiche technique et Distribution.
Seule contre les Borgia (Caterina Sforza, la leonessa di Romagna) est un film biographique italien réalisé par Giorgio Walter Chili et sorti en 1959.

## Synopsis
Catherine Sforza, désormais mourante, raconte toute son histoire à son fils Jean, qui l'assiste.

## Fiche technique
- Titre français : Seule contre les Borgia[1]
- Titre original italien : Caterina Sforza, la leonessa di Romagna[2]
- Réalisateur : Giorgio Walter Chili
- Scénario : Giorgio Walter Chili, Cesare Meano (it), Fred Niblo Jr.
- Photographie : Angelo Baistrocchi
- Montage : Ettore Salvi
- Musique : Carlo Rustichelli
- Décors : Francesco P. Di Volta
- Production : Cesare Seccia
- Société de production : Consorzio Caterina Sforza, Lilia Film
- Pays de production :  Italie
- Langue originale : italien
- Format : Couleurs - 2,35:1 - Son mono - 35 mm
- Durée : 90 minutes
- Genre : Film biographique, drama historique et politique
- Dates de sortie :
  - Italie : 30 juin 1959
  - France : 8 mars 1961[1]

## Distribution
- Virna Lisi : Catherine Sforza
- Carlo Giuffré : Jean de Médicis
- Sergio Fantoni : Giacomo Feo
- Alberto Farnese : Girolamo Riario
- Cesare Fantoni Tommaso Feo
- Nerio Bernardi : Bali de Dijon
- Roy Ciccolini : Bartolomeo Baccino
- Erno Crisa : César Borgia
- Loris Gizzi : Checco Orsi
- Caprice Chantal : Lucrèce Borgia
- Laura Nucci : Lucrèce Landriani
- Roberto Risso : Jean des Bandes Noires
- Giulio Donnini : Pansechi
- Adriano Micantoni : Melozzo da Forlì
- Esperia Pieralisi : Caterina Sforza da ragazza
- Maria Laura Rocca
- Ugo Sasso
- Rik Battaglia
- Mimmo Palmara
- Raffaella Pelloni
- Pierre Cressoy
- Cesare Donnini